# Dúné Summer Tour 2012
Dúné Summer Tour 2012 var den tiende koncertturné af det danske elektro-rockband Dúné. Den startede 7. juni 2012 og sluttede 20. oktober samme år. Turnéen understøttede bandets sjette EP Echoes of December som udkom i slutningen af 2011. 
Turnéen var delt op i to afdelinger, én i Danmark og én i Tyskland. Efter ni koncerter i Danmark, hvor det blandt andet blev til debut på Northside Festival i Aarhus, og et gensyn med bornholmske Wonderfestiwall, tog Dúné til den tyske delstat Nordrhein-Westfalen. Her spillede de to store koncerter i Essen og Münster, inden de afsluttede koncertrækken i deres daværende hjemby Berlin med en akustisk koncert.
Det var første gang af Dúné tog på turné uden guitarist Simon Troelsgaard, som i februar 2012 valgte at forlade bandet, efter at han som én af tre bandmedlemmer havde været med fra starten i 2001. Derfor var det også første gang at den tilbageværende guitarist Danny Jungslund skulle løfte guitarspillet alene.

## Personel

### Band
- Matt Kolstrup - vokal
- Danny Jungslund - guitar
- Ole Bjórn - keyboards og vokal
- Piotrek Wasilewski - bas, synthesizer og vokal
- Morten Hellborn - trommer

## Turnédatoer
| Dato                  | By          | Land     | Sted                    |
| --------------------- | ----------- | -------- | ----------------------- |
| Dúné Summer Tour 2012 |             |          |                         |
| 7. juni 2012          | Harboøre    | Danmark  | Haze over Haarum        |
| 8. juni 2012          | Nordborg    | Danmark  | Nord-Als Musikfestival  |
| 17. juni 2012         | Aarhus      | Danmark  | Northside Festival      |
| 4. juli 2012          | Nibe        | Danmark  | Nibe Festival           |
| 19. juli 2012         | Samsø       | Danmark  | Samsø Festival          |
| 3. august 2012        | Hemmet      | Danmark  | Bork Havn Musikfestival |
| 22. august 2012       | Allinge     | Danmark  | Wonderfestiwall         |
| 25. august 2012       | Fredericia  | Danmark  | Madsbyparken            |
| 26. august 2012       | Christiania | Danmark  | Nemoland                |
| 1. september 2012     | Essen       | Tyskland | Essen Original          |
| 2. september 2012     | Münster     | Tyskland | Sputnikhalle            |
| 20. oktober 2012      | Berlin      | Tyskland | BiNuu                   |